# Natri propionat
Natri propanoat hay natri propionat là muối natri của axit propionic với công thức Na(C2H5COO). Muối không màu này có khả năng hòa tan trong nước.

## Phản ứng
Nó được sản xuất từ phản ứng của axit propionic và natri cacbonat hay natri hydroxide.

## Sử dụng
Nó được dùng làm chất bảo quản thực phẩm với số E là E281 ở châu Âu; nó được dùng chủ yếu làm chất ức chế tạo xốp trong các sản phẩm bánh mì. Nó được chấp thuận sử dụng làm phụ gia thực phẩm ở EU, Hoa Kỳ Úc và New Zealand.